# Obesidad en mascotas

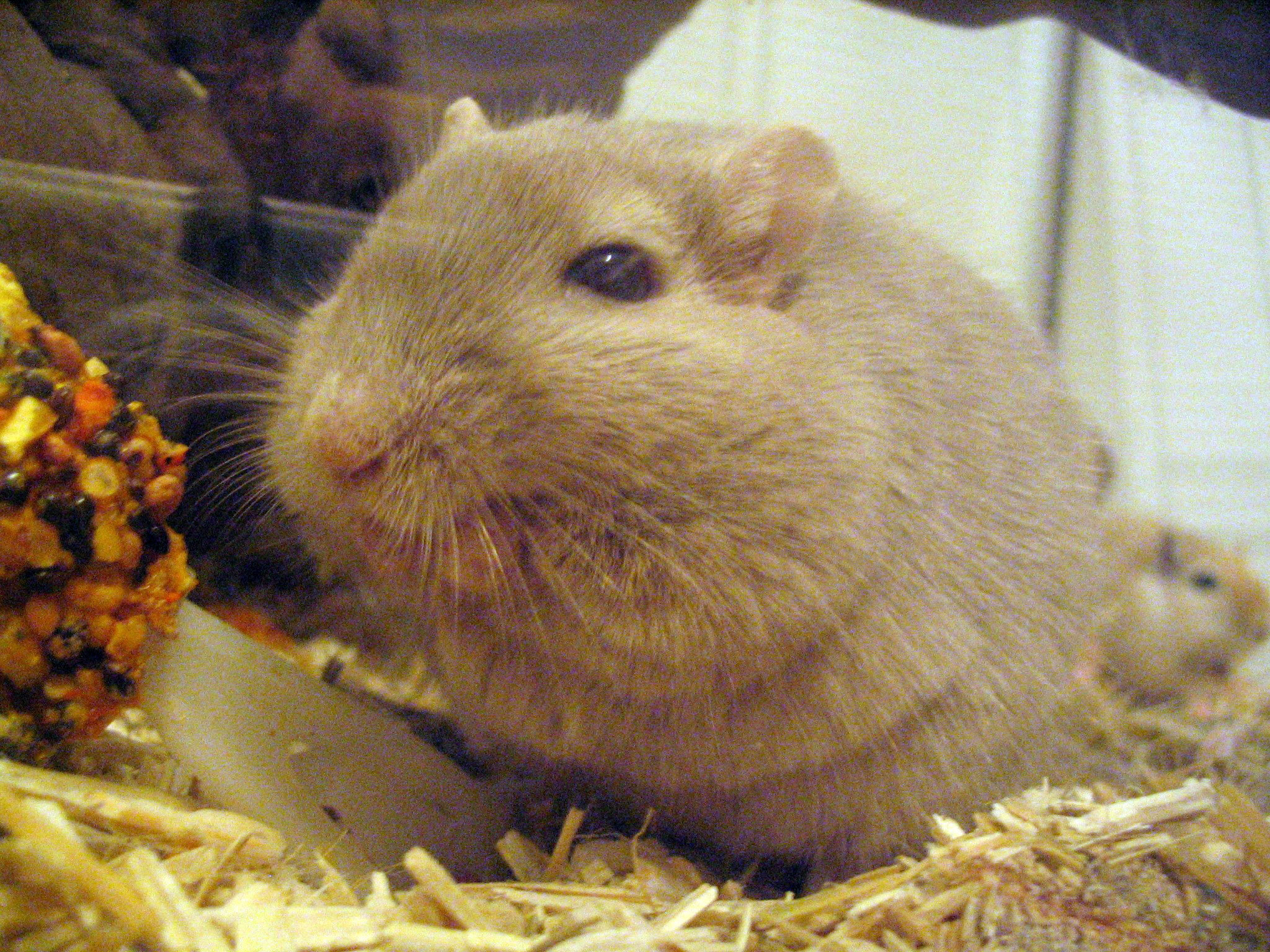
Obesidad en un gerbil por la castración.

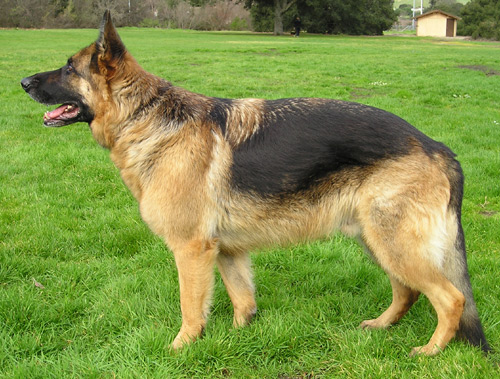
Pastor alemán con sobrepeso.

La obesidad en las mascotas es una situación muy común dentro de algunos países. Las tasas de sobrepeso y obesidad en los perros que viven en Estados Unidos se encuentran entre el 23% y el 41% aproximadamente, en donde un 5.1% presenta obesidad. Mientras que en el caso de los gatos, estos alcanzaron un porcentaje mayor de obesidad, un 6.4%. Por otro lado, en Australia dentro de un entorno veterinario, se observó que el 7.6% de los perros padecen de obesidad. El problema de la obesidad solamente en los perros tiene una gran relación con el hecho de que si sus amos también padecen de obesidad. 

La obesidad en Australia es considerada como una de las enfermedades más comunes. Tanto los perros como los gatos con obesidad, tienden a padecer con mayor probabilidad artritis y enfermedades cardíacas. Es por ello, que respecto a la gordura vista como una forma de deterioro en la salud de las mascotas, Pfizer desarrolló y puso a la venta comida y un medicamento denominado Slentrol, el cual funciona como un tratamiento para erradicar la obesidad en perros y gatos.
Varios de los dueños de mascotas han sido llevados a proceso debido a la crueldad que se encuentra al tener perros con obesidad. En el año 2006, dos hermanos británicos fueron acusados por la crueldad y abandono al que fue sometido su mascota de nombre "Chocolate" un perro de la raza Labrador retriever a quien sus amos lo indujeron a un estado tal de obesidad que se podía comparar con una foca y además el perro apenas podía dar algunos pasos. Sin embargo, también se han encontrado casos de gatos que padecen de obesidad mórbida. [cita requerida] Por otro lado, un estudio realizado en gatos demostró que la castración o esterilización quirúrgica (como también se le conoce) en los animales aumenta considerablemente las posibilidades de que la mascota tienda a desarrollar sobrepeso.
De acuerdo con la Asociación para la prevención de la obesidad en mascotas, el 53% de los perros y el 55% de los gatos en edad adulta padecen de sobrepeso o presentan obesidad. El mes Nacional del Bienestar de la Mascota se celebra durante el mes de octubre, mientras que el Día Nacional de la Concientización sobre la Obesidad en las Mascotas se celebra el día 10 de octubre.